# Liste der Baudenkmäler in Hohenlinden

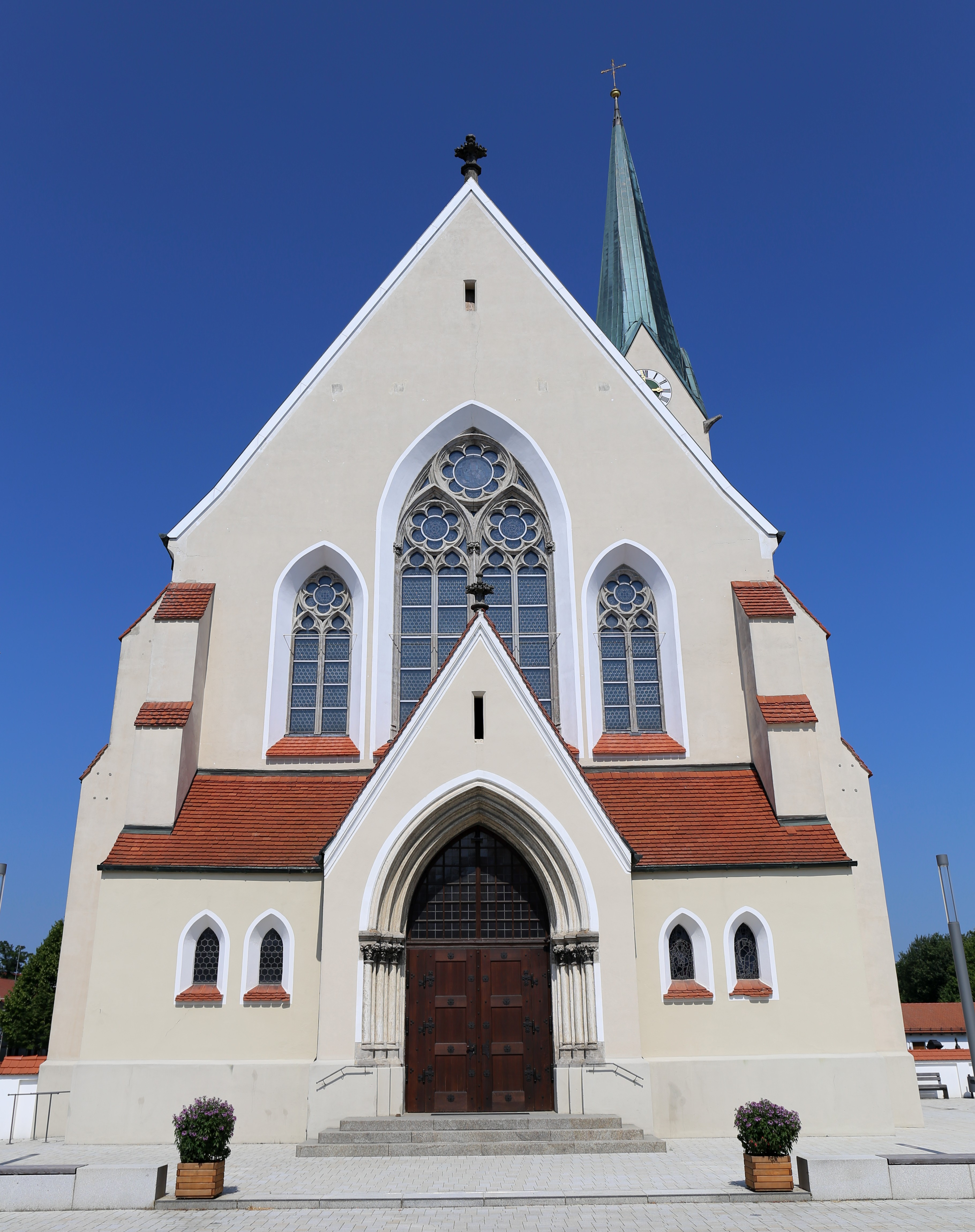
St. Josef in Hohenlinden

Auf dieser Seite sind die Baudenkmäler in der oberbayerischen Gemeinde Hohenlinden zusammengestellt. Diese Tabelle ist eine Teilliste der Liste der Baudenkmäler in Bayern. Grundlage ist die Bayerische Denkmalliste, die auf Basis des Bayerischen Denkmalschutzgesetzes vom 1. Oktober 1973 erstmals erstellt wurde und seither durch das Bayerische Landesamt für Denkmalpflege geführt wird. Die folgenden Angaben ersetzen nicht die rechtsverbindliche Auskunft der Denkmalschutzbehörde.

## Baudenkmäler nach Ortsteilen

### Hohenlinden
| Lage                         | Objekt                                     | Beschreibung | Akten-Nr.              | Bild                 |
| ---------------------------- | ------------------------------------------ | --- | ---------------------- | -------------------- |
| Erdinger Straße 2 (Standort) | Ehemaliges Forsthaus                       | Zweigeschossiger Massivbau mit Flachsatteldach und Vorschussgiebeln, angeschlossener Wirtschaftsteil von geringerer Firsthöhe mit großen Tennentoren, Mitte 19. Jahrhundert; Backhaus, kleiner Putzbau mit Satteldach und Kamin, gleichzeitig                                       | D-1-75-123-1 Wikidata  | Ehemaliges Forsthaus |
| Hauptstraße 7 (Standort)     | Gedenktafel                                | Gedenktafel an die Schlacht von Hohenlinden, 2. Viertel 19. Jahrhundert. | D-1-75-123-10 Wikidata | Gedenktafel          |
| Hauptstraße 13 (Standort)    | Katholische Filialkirche Mariä Heimsuchung | Kleiner spätgotischer Saalbau mit dreiseitigem Chorschluss, Pilastergliederung und Westturm, von Ulrich Randeck, 1489, Obergeschoss und Zwiebelhaube des Turms barock; mit Ausstattung                                                                                              | D-1-75-123-2 Wikidata  | weitere Bilder       |
| Hauptstraße 19 (Standort)    | Katholische Pfarrkirche St. Josef          | Neugotischer Saalbau mit Seitenkapelle, eingezogenem Polygonalchor, angefügter zweigeschossiger Sakristei und südlichem Flankenturm mit Spitzhelm, von Hans Schurr, 1901/03; mit Ausstattung; der Entwurf für den stilgleichen Hochaltar schuf der Münchner Architekt Joseph Elsner | D-1-75-123-3 Wikidata  | weitere Bilder       |

### Berg
| Lage                    | Objekt                              | Beschreibung                                                                                | Akten-Nr.             | Bild           |
| ----------------------- | ----------------------------------- | ------------------------------------------------------------------------------------------- | --------------------- | -------------- |
| Im Berg-Feld (Standort) | Flurkapelle, sogenannte Bergkapelle | Neugotischer Einraum mit dreiseitigem Schluss, 1. Hälfte 19. Jahrhundert, mit Lourdesgrotte | D-1-75-123-4 Wikidata | weitere Bilder |

### Birkach
| Lage                              | Objekt            | Beschreibung                                                                           | Akten-Nr.             | Bild              |
| --------------------------------- | ----------------- | -------------------------------------------------------------------------------------- | --------------------- | ----------------- |
| In Birkach, Birkach 27 (Standort) | Ehemaliger Stadel | Holzständerbau mit Satteldach, Bundwerk und Blockbauwänden, 2. Viertel 19. Jahrhundert | D-1-75-123-5 Wikidata | Ehemaliger Stadel |

### Kreith
| Lage                 | Objekt  | Beschreibung | Akten-Nr.             | Bild           |
| -------------------- | ------- | --- | --------------------- | -------------- |
| Kreith 14 (Standort) | Kapelle | Kleiner verputzter Einraum mit dreiseitigem Schluss, neugotischen Elementen und massivem Dachreiter, nach 1855; mit Ausstattung | D-1-75-123-6 Wikidata | weitere Bilder |

### Kronacker
| Lage                    | Objekt                                           | Beschreibung | Akten-Nr.             | Bild           |
| ----------------------- | ------------------------------------------------ | --- | --------------------- | -------------- |
| Kronacker 14 (Standort) | Katholische Filialkirche St. Johannes Evangelist | Barocker Saalbau mit dreiseitigem Chorschluss, angefügter zweigeschossiger Sakristei und südlichem Flankenturm mit Zwiebelhaube, von Anton Kogler, 1725, teilweise auf spätgotischen Fundamenten; mit Ausstattung | D-1-75-123-7 Wikidata | weitere Bilder |

### Neupullach
| Lage                     | Objekt                    | Beschreibung | Akten-Nr.             | Bild                      |
| ------------------------ | ------------------------- | --- | --------------------- | ------------------------- |
| Neupullach 41 (Standort) | Ehemaliger Kleinbauernhof | Erdgeschossiger verputzter Einfirsthof mit Kniestock und flachem Satteldach, Wirtschaftsteil mit Bundwerk, nach 1855 | D-1-75-123-8 Wikidata | Ehemaliger Kleinbauernhof |

## Ehemalige Baudenkmäler
In diesem Abschnitt sind Objekte aufgeführt, die früher einmal in der Denkmalliste eingetragen waren, jetzt aber nicht mehr. Objekte, die in anderem Zusammenhang also z. B. als Teil eines Baudenkmals weiter eingetragen sind, sollen hier nicht aufgeführt werden. Aktennummern in diesem Abschnitt sind ehemalige, jetzt nicht mehr gültige Aktennummern.

| Lage                               | Objekt     | Beschreibung                                                                                                | Akten-Nr. | Bild |
| ---------------------------------- | ---------- | --- | --------- | ---- |
| Neustockach Haus Nr. 10 (Standort) | Bauernhaus | zweigeschossiger Blockbau, 1. Hälfte 18. Jahrhundert                                                        |           | BW   |
| Oberkaging Haus Nr. 3 (Standort)   | Bauernhaus | Kleinbauernhaus, Mitterstalltyp, erdgeschossiger Putzbau, am Wirtschaftsteil Bundwerk, Ende 18. Jahrhundert |           | BW   |